# 新北市石門區乾華國民小學
新北市乾華國小，位於臺灣新北市石門區，為一所直轄市立之國民小學。

## 校史
1907年，設立為金包里公學校三界壇分校，1909年改稱為金包里公學校阿里荖分校。
1921年因行政區域調整，改屬老梅公學校，稱老梅公學校阿里荖分校。
1932年易名為老梅公學校下角分教場；1943年3月21日奉准獨立設校，易名臺北州下角國民學校，校址位於石門庄下角字阿里磅63番地。全校共五個班級，首任校長為上野慶之，教職員四人。上野慶之原任臺北州北新庄子公學校訓導， 1937年才轉任老梅公學校下角分教場訓導。
1945年（民國34年）中華民國接管台灣後改制，易名為乾華國民學校，校址為乾華村35號，學區包含乾華、茂林、竹里、草里四村。民國40年，另在茂林村21號設立茂林分校。
1968年（民國57年）8月，實施九年國民教育，奉令改稱為乾華國民小學。
1973年（民國62年），因政府推行十大建設，於學校原址興建核能一場，當地居民移居他鄉，學校亦遷移至茂林現址；1976年（民國65年），分校亦遷移至草里地區現址。學區人口大量外移，學生人數逐漸減少。2005年（民國94年），草里分校學生併入本校就讀，分校亦取消。
2008年（民國97年），配合台北縣推動英語教育，於乾華國小成立台北縣第一所英速魔法學院。

## 地理
學校上游之乾華里，里內有兩條土石流潛勢溪流。

## 外部連結
- 新北市乾華國小
- 新北市英速魔法學院 乾華校區